# Portage (Alaska)
Portage è una località al termine (sud-est) della Baia di Turnagain (Turnagain Arm), situata nello Stato dell'Alaska e in particolare nel Borough di Anchorage.

## Geografia
La località Portage si trova alla base nord della penisola di Kenai (Kenai Peninsula), passaggio obbligato per l'accesso stradale e ferroviario a quest'ultima. È anche un punto di accesso al parco Foresta Nazionale di Chugach (Chugach National Forest). A Portage termina anche la Baia di Turnagain (Turnagain Arm) che inizia 65 km a nord-ovest (presso la città di Anchorage; la baia è collegata alla Baia di Cook (Cook Inlet) e quindi al Golfo dell'Alaska (Gulf of Alaska).

## Storia
Portage è un ex insediamento a circa 76 km a sud-est di Anchorage. Questa cittadina fu completamente distrutta dal terremoto del 1964 quando il terreno nella zona affondò per circa sei piedi, mettendo la maggior parte della città sotto l'alta marea della baia. Sono rimaste alcune rovine di edifici (abbandonati) e una "foresta fantasma" di alberi morti dall'acqua salata che inondò le loro radici.
In passato la "Portage Valley" era usata dagli indiani "Denai'na" e commercianti di pellicce russe per viaggiare tra lo Stretto di Prince William (Prince William Sound) e la baia di Cook (Cook Inlet).

## Accessi
La località Portage è attraversata dall'autostrada Seward (Seward Highway) che collega Anchorage con Seward e Homer; è inoltre servita dalla Ferrovia dell'Alaska che collega Anchorage con Seward. Un importante bivio dalla "Seward Highway" collega tramite la strada "Forest Route 35" (Portage Glacier Highway) la località di Whittier attraverso il tunnel Anton Anderson Memorial Tunnel.

## Turismo a Portage
A pochi chilometri (8,6 km) dal bivio, lungo la "Portage Glacier Highway", si raggiunge il centro visitatori "Begich-Boggs Visitors Center" sul lago Portage (Portage Lake) dal quale cinque volte al giorno durante il periodo turistico una motonave porta i turisti alla fronte del ghiacciaio Portage (Portage Glacier). Altre attività ricreative sono la pesca sportiva lungo il fiume "Portage Creek" e le escursioni nella omonima "Portage Valley" (Trail of Blue Ice e Byron Glacier View Trail).

## Galleria d'immagini

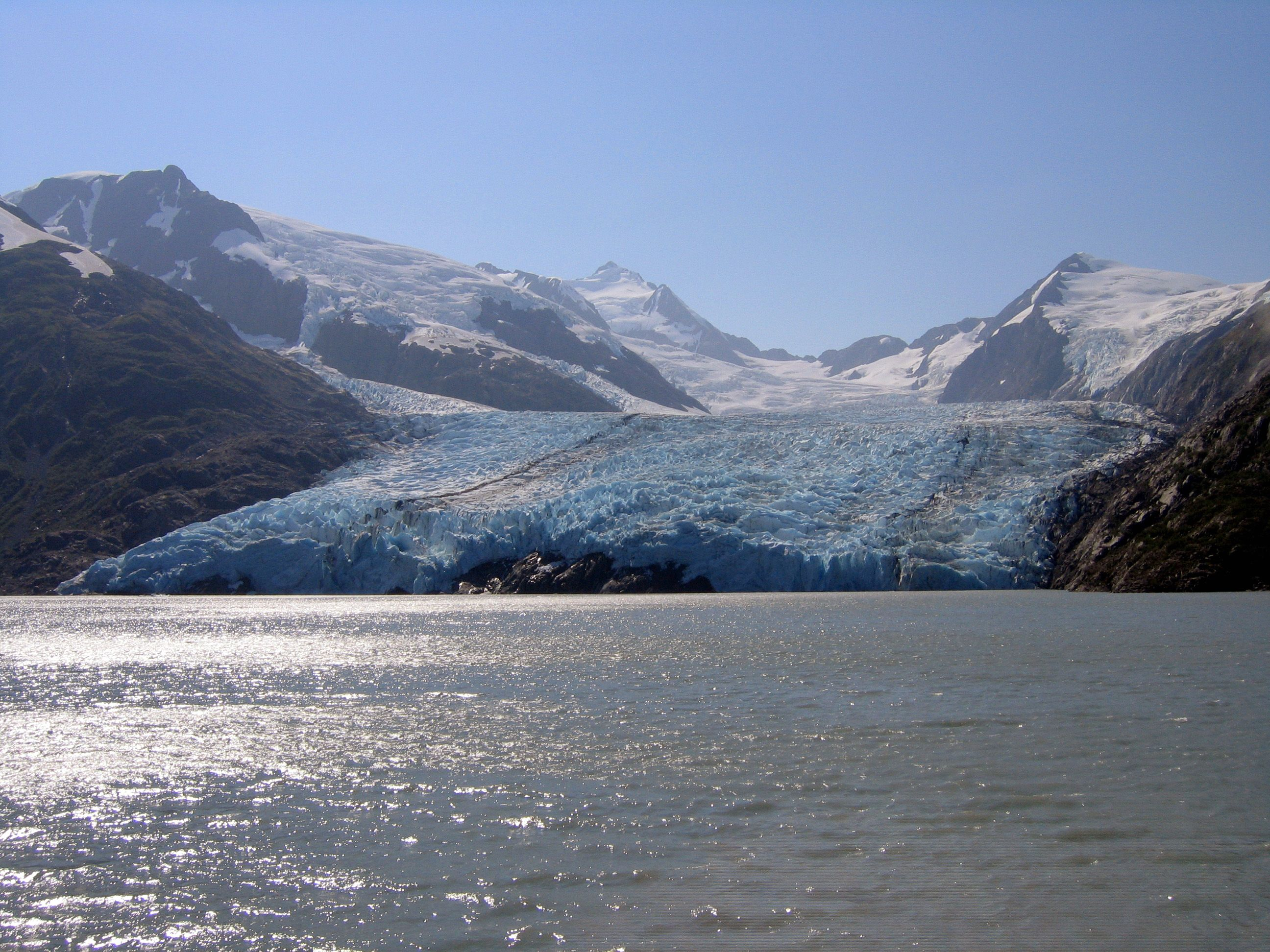
Il ghiacciaio Portage
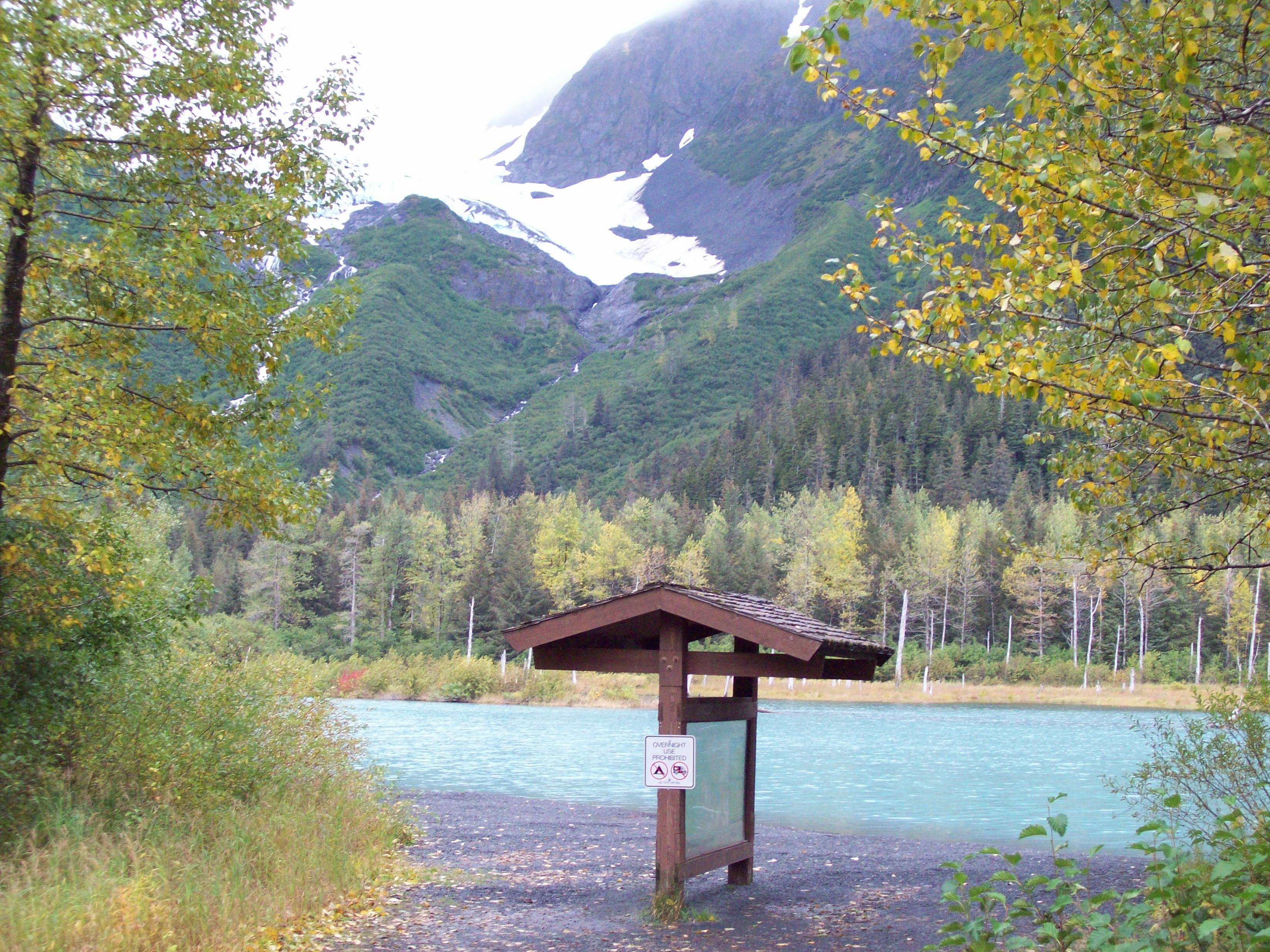
Portage Valley
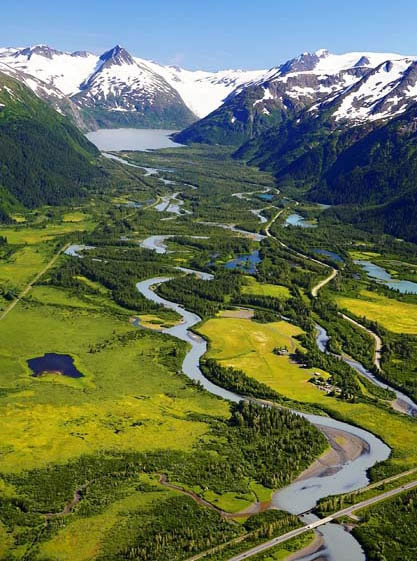
Portage Valley Area
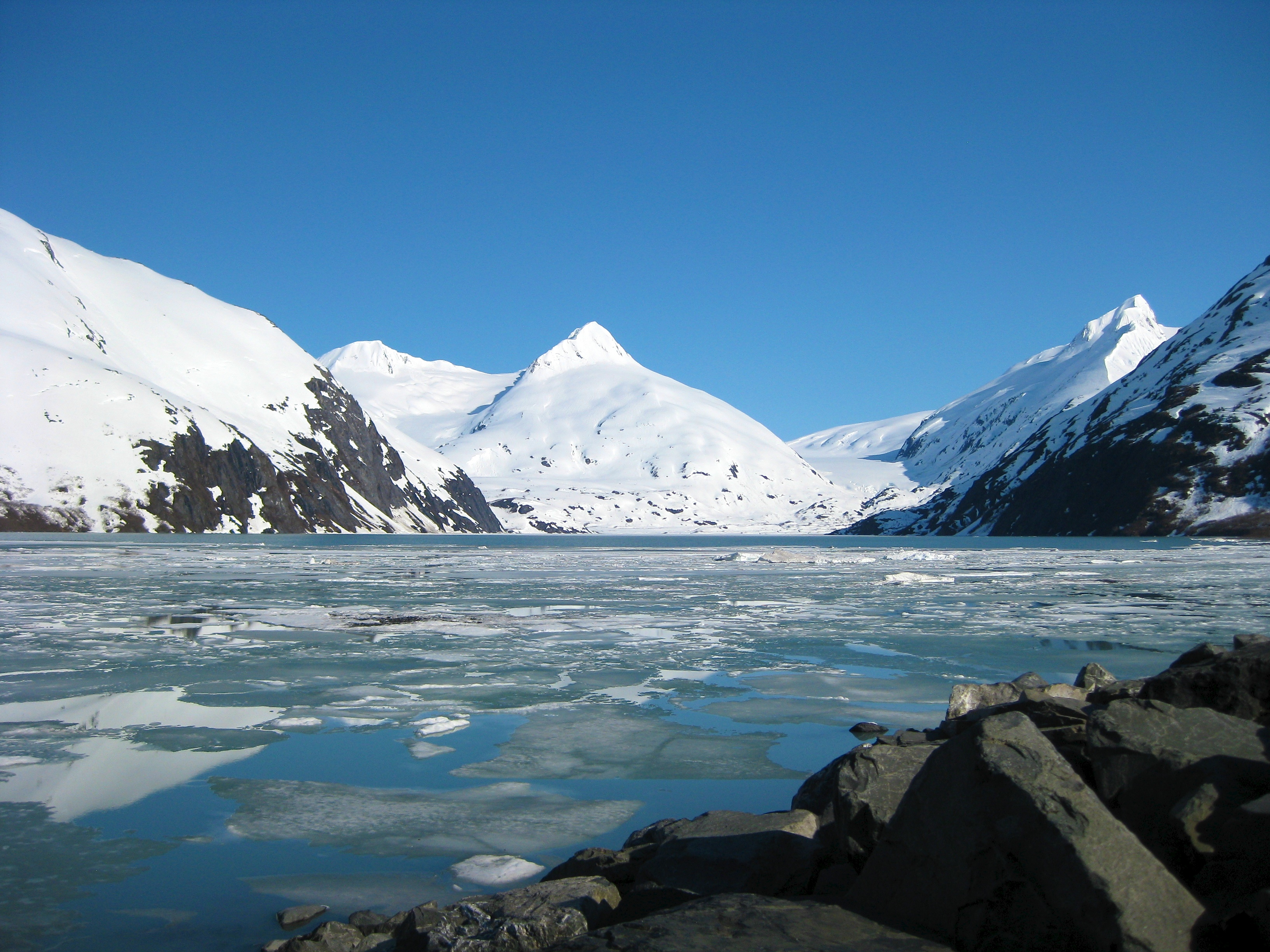
Il lago Portage